# 六合拳
六合拳，源自滄州泊頭地區的拳法，出自回族，據稱創立於明萬曆末年，可能源自姬際可。原來沒有系統，多單勢操練，流行於清季北京鏢局鏢師之間。其勢名目於不同鏢局流派各異，合紅拳，炮拳，長拳之大同，而非一人之術。民國中央國術館稱為六合門。

## 簡介
《六合拳》名稱最早出現於雍正十三年（1735年），河南進士王自誠作品《拳論質疑序》。《序》雲：「拳之種類不同，他端亦不知創自何人，惟此《六合拳》則出自山西姬龍、姬鳳，二師乃系明末人也(應該是姬龍峰之誤)，精於槍法，人皆以為神……，」[4] 
明末清初人姬際可（1602-1683），被尊稱為「神槍」，傳授之拳術稱『六合拳』，原依據《六合槍》演化而來；內容包括十形（勢），後演生成心意拳、心意六合拳等，今人稱為北少林拳。後傳往河北。
河北滄州六合拳，曾出現過「大刀王五」、「燕子李三」等名人，現在滄州石同鼎，自稱已經是第八代。

## 支系

### 六合螳螂拳
滄洲六合拳師林世春(1825-1912)，有七手「金不換」絕技,亦稱《六合拳螳螂手》。當時招城一帶都叫「六合拳」或「六合拳螳螂手」,林世春傳有六合拳譜于後人。林世春所傳一支，現在皆稱為《六合螳螂拳》。

### 大六合
大六合有田春奎、劉德寬、佟忠義等；

### 小六合
小六合有李鳳崗、李啟侗等，皆滄州人。

## 著名人物
六合拳著名人物有：－
大刀王五，王正誼，字子斌，直隸滄州人。幼喪父，從李鳳崗習六合拳法，且隨之入回教。學成，行走冀魯豫隴一帶，世稱大刀王五。於京師開〈源順鏢局〉，結交清正官吏譚繼洵。即譚嗣同之父，嗣同從王五習武強身。維新事敗。嗣同贈「鳳矩寶劍」與王五後赴刑埸。王五殮之，扶柩下瀏陽。庚子年，覩外國士兵無理囂張，忍無可忍之下，率其徒眾，殺之爲快。卒被官兵擊而殺之，梟首示衆。卒年五十餘。
劉德寬以六合大槍著名於北五省，江湖上稱為『大槍劉』。在北京設有『和盛鏢局』，自為掌櫃。傳技與趙鑫洲。

## 外部連結
- 中国各派武术介绍（18）六合門